# Sohar

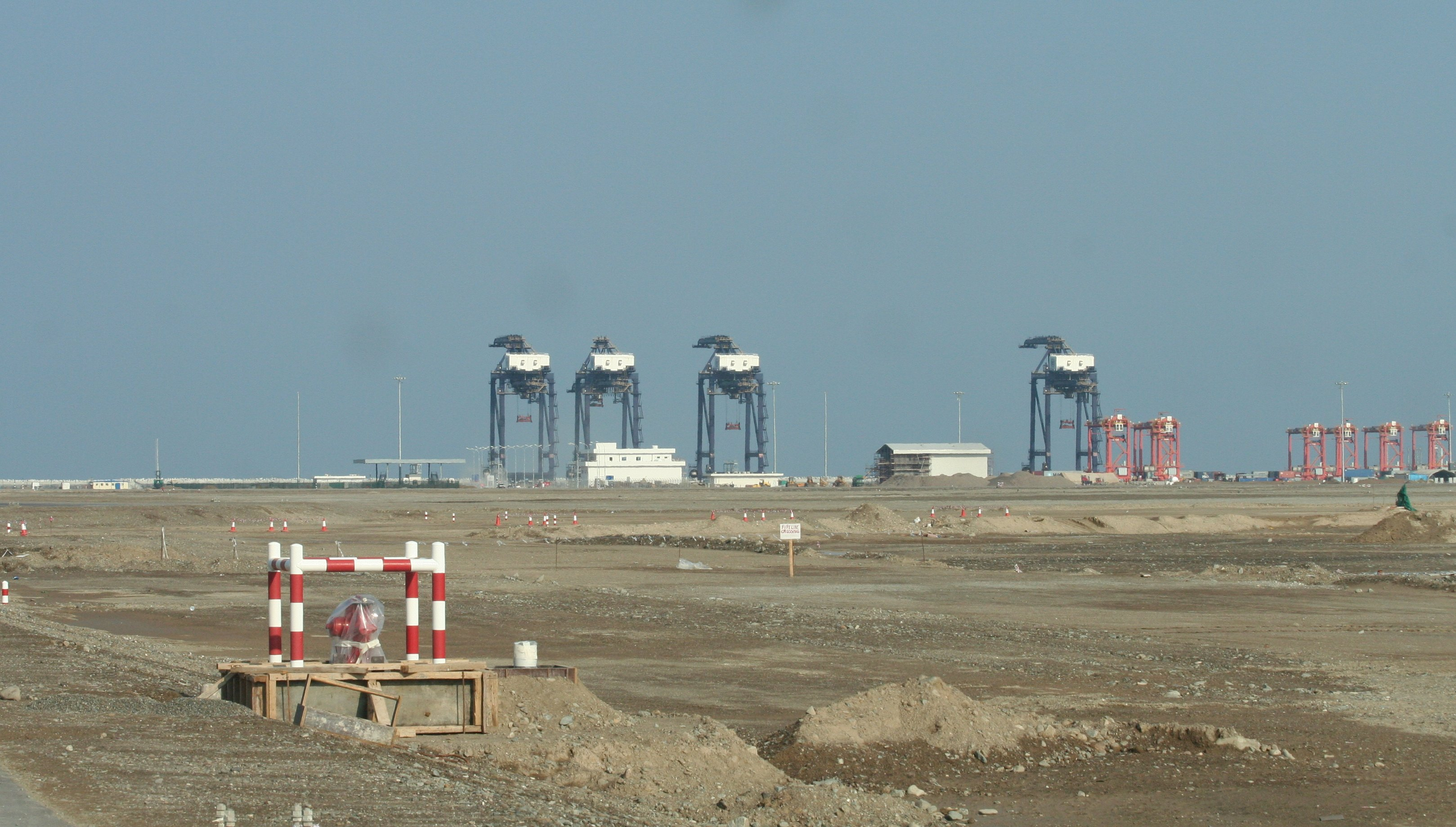
Installations portuaires

Sohar (ou As Sohar) est une ville portuaire du nord du Sultanat d'Oman, située dans la région Al Batinah. C'est une ancienne capitale du pays.

## Divers
- Zone horaire : Gulf Standard Time (UTC +0400)
- Population : 126 800 habitants
- Région : Al Batinah
- Coordonnées : 24° 22′ 08″ N, 56° 44′ 38″ E

## Histoire
Connue dans l'antiquité comme proche de mines de cuivre, la ville devint très tôt un poste avancé de l'islam, puis est devenue un port prospère et célèbre. Au Xe siècle, la ville avait la réputation d'être la plus grande et la plus importante du monde arabe.

## Tourisme

### Hébergement
- Al Wadi Hotel
- Green Oasis Hotel
- Sohar Beach Hotel

### Restauration
- Sunlight restaurant and coffee shop
- Automatic
- Al Saraya restaurant
- Omar Al Khayyam restaurant

### Transports
Sohar est doté d'un aéroport (Code OACI : OOSA).